# Campionato mondiale di scherma 1937
Il Campionato mondiale di scherma del 1937 si è svolto a Parigi, in Francia. Questo fu il primo campionato ad assumere la denominazione mondiale e da esso prende avvio la numerazione ancora oggi in uso per le edizioni.
Sono stati assegnati 2 titoli femminili e 6 titoli maschili:
- femminile
  - fioretto individuale
  - fioretto a squadre
- maschile
  - fioretto individuale
  - fioretto a squadre
  - sciabola individuale
  - sciabola a squadre
  - spada individuale
  - spada a squadre

## Risultati

### Uomini
| Evento                          | Oro | Argento                                                                                             | Bronzo                                                                                          |
| Spada                           | | |                                                                                                 |
| Spada individuale (dettagli)    | Bernard Schmetz                                                                                            | Jacques Coutrot                                                                                     | Raymond Stasse                                                                                  |
| Spada a squadre (dettagli)      | Italia Carlo Agostoni Roberto Battaglia Dario Mangiarotti Edoardo Mangiarotti Saverio Ragno Mario Visconti | Francia Édouard Artigas Jacques Coutrot Henri Dulieux Michel Pécheux Bernard Schmetz Albert Wolff   | Svezia Frank Cervell Hans Drakenberg Gustaf Dyrssen Hans Granfelt Bengt Ljungquist Sven Thofelt |
| Fioretto                        | | |                                                                                                 |
| Fioretto individuale (dettagli) | Gustavo Marzi                                                                                              | Édouard Gardère                                                                                     | René Lemoine                                                                                    |
| Fioretto a squadre (dettagli)   | Italia Giorgio Bocchino Manlio Di Rosa Giorgio Faldini Gustavo Marzi Giuliano Nostini Renzo Nostini        | Francia René Bougnol Philippe Cattiau André Gardère Édouard Gardère René Lemoine                    | Austria Ernst Baylon Kurt Ettinger Roman Fischer Josef Losert Hans Lion Hugo Weczerek           |
| Sciabola                        | | |                                                                                                 |
| Sciabola individuale (dettagli) | Pál Kovács                                                                                                 | Tibor Berczelly                                                                                     | László Rajcsányi                                                                                |
| Sciabola a squadre (dettagli)   | Ungheria Tibor Berczelly Aladár Gerevich Pál Kovács Lajos Maszlay László Rajcsányi Imre Rajczy             | Italia Gustavo Marzi Aldo Masciotta Aldo Montano Giuseppe Perenno Vincenzo Pinton Arturo Di Lorenzo | Germania Erwin Casmir Julius Eisenecker Hans Esser August Heim Heinrich Moos Richard Wahl       |

### Donne
| Evento                          | Oro                                                                                        | Argento                                                           | Bronzo                                                                                |
| Fioretto                        |                                                                                            |                                                                   |                                                                                       |
| Fioretto individuale (dettagli) | Helene Mayer                                                                               | Ilona Elek                                                        | Ellen Preis                                                                           |
| Fioretto a squadre (dettagli)   | Ungheria Erna Bogáti Ilona Elek Margit Elek Katalin Horváth Györgyné Rozgonyi Ilona Vargha | Germania Hedwig Haß Helene Mayer Olga Oelkers Rotraud von Wachter | Danimarca Ulla Barding Karen Lachmann Kate Mahaut Grete Olsen Aya Pedersen Mitzi With |

## Medagliere
| Posizione | Nazione   |   |   |   | Totale |
| --------- | --------- | - | - | - | ------ |
| 1         | Ungheria  | 3 | 2 | 1 | 6      |
| 2         | Italia    | 3 | 1 | 0 | 4      |
| 3         | Francia   | 1 | 4 | 1 | 6      |
| 4         | Germania  | 1 | 1 | 1 | 3      |
| 5         | Austria   | 0 | 0 | 2 | 2      |
| 6         | Belgio    | 0 | 0 | 1 | 1      |
| 6         | Danimarca | 0 | 0 | 1 | 1      |
| 6         | Svezia    | 0 | 0 | 1 | 1      |
| Totale    | Totale    | 8 | 8 | 8 | 24     |